# ぱっぱ屋
『ぱっぱ屋』（ぱっぱや）は、2004年4月5日から2005年4月1日まで名古屋テレビ（メ〜テレ）で放送されていた情報番組である。ハイビジョン制作、ステレオ放送。放送時間は毎週月曜 - 金曜 18:20 - 18:55 （日本標準時）。

## 概要
それまで平日17時台から18時台までの2時間枠で放送されていた『メ〜テレワイド スーパーJチャンネル』のうち、グルメリポートなどの報道番組色の薄い企画を別番組として分割する形でスタートした。2004年10月1日放送分までは名古屋市中区大須の東仁王門通商店街の空き店舗を利用したサテライトスタジオ「ぱっぱ屋」からの生放送で、この当時は『大須ぱっぱ屋』（おおすぱっぱや）と題して放送されていた（メ〜テレ公式サイト内の放送番組審議会だよりでは「メ〜テレワイド 大須ぱっぱ屋」と表記）。
司会は、ぱっぱ屋番頭役の伊藤秀志が担当。ほか、メ〜テレの女性アナウンサーたちがぱっぱ屋看板娘役で、隔週出演の日替わりレギュラー陣がゲストMCとして出演していた。

### 大須ぱっぱ屋
放送開始当初は、秀志ほかレギュラー陣と日替わりレギュラー陣が事前に取り寄せた珍しい食材を使ってスタジオ内で料理を作り、それらを観客に振舞う企画を主軸にしていた。また、食材のほかにも珍しい物を色々とスタジオに持ち込んでは観客に紹介していた。
しかし、4月28日放送分で「大須の路地裏、歩いてみませんか？」という企画を実施して以来、次第に大須商店街へ出てグルメリポートをする企画が主体になっていき、スタジオ内で珍しい物を紹介する企画は姿を消していった。また、木曜放送分では隔週出演の中島史恵とその日限りのゲストを交互に呼ぶなどの工夫を凝らしていたが、この企画も5月いっぱいで終わってしまい、以後は中島が隔週で出演する程度に留まった。スタジオは大須商店街でのグルメリポートがメインになってからも使われていたが、秀志たちがそこにいるのは番組スタートから1分ほどの間だけで、外へ出掛けてしまってからはもう戻ってこないというパターンが殆どだった。回によっては、東海3県各地（ほとんどが名古屋市内）からのグルメリポート「出張ぱっぱ屋」を放送することもあった。
8月頃からはこの「出張ぱっぱ屋」の回が殆どになり、珍しい物の紹介企画に続いて大須商店街でのグルメリポートも次第に行われなくなった。その後もスタジオからの生放送をする回はあったものの、その際にはスタジオ内にいる者全員でリポートVTRを鑑賞する程度に留まった。

### ぱっぱ屋
このように番組は放送開始から半年間迷走を続けていたが、秋の改編を機に大幅にリニューアル。2004年10月4日放送分からはタイトルから大須が抜けて「ぱっぱ屋」だけになり、タイトルロゴもオープニングも一新された。また、それまでスタジオに使ってきた大須のぱっぱ屋は取り壊され、日替わりレギュラー陣の人員も整理された。特に木曜放送分に至っては日替わりレギュラーが誰1人として出ない日になり、この曜日のみ秀志たちだけで進行するようになった。以来、月曜・水曜・金曜放送分ではそれまでと同様に東海3県各地からのグルメリポート「出張ぱっぱ屋」を放送。そして、火曜・木曜放送分では「メ〜テレぱっぱ屋」と題し、メ〜テレ本社1階のサテライトスタジオからの生放送を実施するようになった。このスタジオは、当時から『メ〜テレワイド どですか』（後の『どですか!』）のスタジオとして使われていた場所である。
しかし、日替わりレギュラー陣の人員整理に起因する番組自体の規模縮小により、番組はリニューアルから半年後に終了した。最終回では、その翌日にオープンした名古屋港イタリア村からの「出張ぱっぱ屋」を実施した。

## 出演者

### ぱっぱ屋番頭
- 伊藤秀志（2004年4月 - 2005年4月）

### ぱっぱ屋看板娘
- 岡山裕子（2004年4月 - 2005年4月）
- 中西美恵子（2004年4月 - 2004年10月）
- 清水由美（2004年10月 - 2005年4月）

### ゲストMC

#### 月曜
- 山田邦子（2004年4月 - 2004年10月 / 隔週出演）
- 北野誠（2004年4月 - 2005年3月 / 隔週出演→毎週出演）

#### 火曜
- つるの剛士（2004年4月 - 2004年9月 / 隔週出演）
- ますだおかだ（2004年4月 - 2004年9月 / 隔週出演）
- 海月ルイ（2004年10月 - 2005年3月 / 毎週出演）

#### 水曜
- 山咲トオル（2004年4月 - 2004年9月 / 隔週出演）
- 佐藤藍子（2004年4月 - 2004年9月 / 隔週出演）
- 山田邦子（2004年10月 - 2005年3月 / 毎週出演）

#### 木曜
- 中島史恵（2004年4月 - 2004年9月 / 隔週出演）
- その日限りのゲストMC（2004年4月 - 2004年5月 / 隔週出演） - その日限りのゲストMCには矢野きよ実や錦野旦などが呼ばれていた。

#### 金曜
- 島崎和歌子（2004年4月 - 2004年10月 / 隔週出演）
- ドン小西（2004年4月 - 2005年4月 / 隔週出演→毎週出演）